# The Don Burrows Quartet at the Sydney Opera House
The Don Burrows Quartet at the Sydney Opera House ist ein Jazzalbum von Don Burrows. Die Aufnahmen entstanden in der Concert Hall des Sydney Opera House am 26. März 1974 und erschienen 1974 als Doppelalbum auf Cherry Pie. Eine gekürzte Fassung veröffentlichte das Label 1989 als Compact Disc.

## Hintergrund
Nach The Jazz Sound of the Don Burrows Quartet (Columbia 1966) nahm Burrows für das von ihm mit Produzent Graeme Rule begründeten Label Cherry Pie in Quartettbesetzung eine Reihe von Alben auf wie Just the Beginning… (1971) und  Live! At Montreux (1972) und Nexus (1973). Das Album Just the Beginning… verkaufte sich sehr gut; 1973 erhielt Burrows dafür eine Goldene Schallplatte. Im Folgejahr tourte er mit dieser Gruppe im Rahmen von Musica Viva Australia, so dass er ein klassisches Konzertpublikum erreichte. Dabei fand das Konzert im Opernhaus in Sydney statt, das als nächstes Album mit dieser Formation mitgeschnitten wurde.

## Titelliste
- The Don Burrows Quartet at the Sydney Opera House (Cherry Pie CPS 1017-2)[3]

A1 Maybe Today, 6:20

A2 When Joanna Loved Me, 5:35

A3 Yesterdays, 9:43

A4 If, 3:33

B1 Crystal, 6:08

B2 Things Ain’t What They Used to Be, 7:48

B3 The Gentle Rain, 12:40

C1 Tin Roof Blues, 7:14

C2 Shiny Stockings, 7:15

C3 For a Friend, 10:12

D1 Sweet Emma, 7:48

D2 Recuerdos, 5:35

D3 Dialogue 2:46

D4 Velhos Tempos, 7:40

## Rezeption
Jason Ankeny vergab an das Album in AllMusic vier Sterne und schrieb: „Dieses massive Doppelalbum, das live im [1973] neu eröffneten Sydney Opera House aufgenommen wurde, fängt Don Burrows im Übergang ein – nachdem der Flötist seine Begleiteinheit zu einem Quartett reduziert hatte, das Klavier aus seinem Arsenal herausgenommen hatte, drehte er seine Musik zunehmend nach innen und erkundete den Raum und Atmosphäre mit neuer Intensität. Burrows, der vom langjährigen Sideman, dem Gitarristen George Golla begleitet wird, kreiert sanften, weich fokussierten Jazz, der sowohl vom amerikanischen Soul als auch vom Latin-Pop beeinflusst ist. Viele Songs zeigen lange, nuancierte Soli des Bassisten Ed Gaston und/oder des Schlagzeugers Alan Turnbull, die mit einem siedenden Soul-Jazz-Cover von Nat Adderleys ‚Sweet Emma‘ gipfeln.“